# ラテン・ポップ
ラテン・ポップは、主としてラテンアメリカ及びイベリア半島のポピュラー音楽のことで、それを総称したものである。

## 概要
主に、スペイン語で歌われているポップ・ソングを指す。また世界的にはポルトガル語で歌われるものも含まれている。ヒスパニック系の歌手であれば、英語で歌われた曲もラテン・ポップと形容されることもある。音楽的には、ラテン音楽を融合させたポップスから、欧米のポップスと変わらないようなものまであって幅が広い。
日本国内においては、ラテン・ポップといえばスペイン語圏に限り、ポルトガル語圏のポピュラー音楽を含めないと解釈されることが多いが、世界的に見ればブラジルやポルトガルのポップも含まれる。本項においては、日本国内の観点からスペイン語圏のアーティストを記載する。ブラジル音楽やMPBについてはそちらを参照。

## 主なアーティスト
幼少期にアメリカへ移住した者は、アメリカで掲載している。

### アメリカ
- ジェニファー・ロペス
- カミラ・カベロ
- セレーナ・ゴメス
- セレーナ
- シャキーラ
- ジョン・セカダ[注 1]
- マーク・アンソニー
- グロリア・エステファン[注 2]
- トリニ・ロペス[注 3]
- イーディ・ゴーメ

### プエルトリコ
- リッキー・マーティン
- メヌード
- ダディー・ヤンキー
- ドン・オマール
- チャヤン
- ルイス・フォンシ

### アルゼンチン
- コティ・ソロキン
- ディエゴ・トーレス
- ミランダ!
- アクセル
- ビセンティコ

### イタリア
- ラウラ・パウジーニ

### ウルグアイ
- ナタリア・オレイロ

### キューバ
- セリア・クルース

### グアテマラ
- リカルド・アルホナ

### コロンビア
- カバス
- ソラヤ
- バシーロス
- カルロス・ビベス
- フアネス
- フォンセカ

### スペイン
- エンリケ・イグレシアス
- フリオ・イグレシアス
- アマラル
- アンディ&ルーカス
- アレックス・ウバゴ
- エストパ
- ラ・オレハ・デ・バン・ゴッホ
- アントニオ・オロスコ
- オンブレス・ヘ
- エル・カント・デル・ロコ
- ラ・キンタ・エスタシオン
- ラス・ケチャップ
- アレハンドロ・サンス
- アナ・トローハ
- メカーノ
- ダビッド・ビスバル
- プレスントス・インプリカードス
- ベベ
- ロサーナ

### メキシコ
- トリオ・ロス・パンチョス
- エレファンテ
- カフェ・タクーバ
- クリスティアン・カストロ
- アレハンドラ・グスマン
- シン・バンデーラ
- タリア
- ナタリア・ラフォルカデ
- ハグアレス
- フェイ
- アレハンドロ・フェルナンデス
- フリエッタ・ベネガス
- ベラノバ
- ルイス・ミゲル
- パウリナ・ルビオ
- レイク
- レベルデ

### ベネズエラ
- リカルド・モンタネル